# حمامة أفب
حمامة أفب هي عضو في عائلة الحماميات التي تعيش في الغابات الاستوائية بإفريقيا.

## وصف
يتراوح طول حمامة أفب بين 35 و 36 سم (14 بوصة) ويزن ما بين 356 و 490 غ (12.6 و 17.3 أونصة). لها رقبة وجسم رماديان، مع أجنحة وذيل رمادي غامق. الحلق والبطن أبيضان. الثدي لونه وردي مصفر. العيون والحلقات المدارية حمراء.
هذا الحمام لديه نداء عالي. يبدو مثل «دو دو دو» أو «وهو وهو وهو».

## توزيع
تم العثور عليها في منطقتين منفصلتين من الغابات الاستوائية المطيرة الإفريقية. على وجه الخصوص، يمكن العثور عليها في سيراليون وجنوب غينيا وليبريا وساحل العاج وغانا. يشمل نطاقها أيضًا جنوب شرق نيجيريا والكاميرون والغابون وغينيا الاستوائية وجمهورية الكونغو الديمقراطية وجمهورية إفريقيا الوسطى وأوغندا وأنغويلا. 

## سلوك

### الحمية
يتغذى حمام أفب على الحبوب والبذور أساسًا.

### التكاثر
تتكاثر بشكل رئيسي في النصف الثاني من موسم الجفاف. عادة ما تضع أنثى الحمام ما بين 1 و 3 بيضات. كلا الوالدين يساعدان في تربية الكتاكيت. يتم احتضانها لمدة تتراوح بين 14 و 18 يومًا. يتم تغذيتها بحليب المحاصيل بعد الفقس. بعد بضعة أيام، سيبدأون في تناول قطع صغيرة من الطعام الصلب. يغادرون العش بعد 20 إلى 25 يومًا من الفقس. 

## الحفاظ عليها
تم تصنيفها من قبل IUCN على أنها أقل أهمية. سكانها مستقرون وغير مجزأ، على الرغم من أن العدد الدقيق للطيور غير معروف. 

## روابط خارجية
- Xeno-canto: التسجيلات الصوتية لحمامة أفبة
- صورة حمامة أفبة
- عن حمامة أفبة